# Gauß-Museum

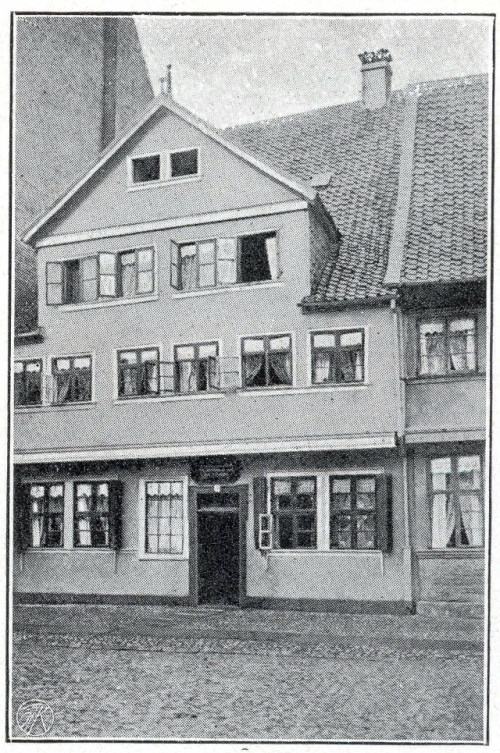
Foto vor 1914: Das Geburtshaus von Carl Friedrich Gauß, Wilhelmstraße 30 in Braunschweig. Es wurde im Feuersturm des 15. Oktober 1944 vollständig zerstört.

Das Gauß-Museum befand sich im Erdgeschoss des Geburtshauses von Carl Friedrich Gauß in der Wilhelmstraße 30 in Braunschweig. Es bestand von seiner Eröffnung am 30. April 1929 bis zur vollständigen Zerstörung des Gebäudes durch den Bombenangriff vom 15. Oktober 1944.

## Geschichte

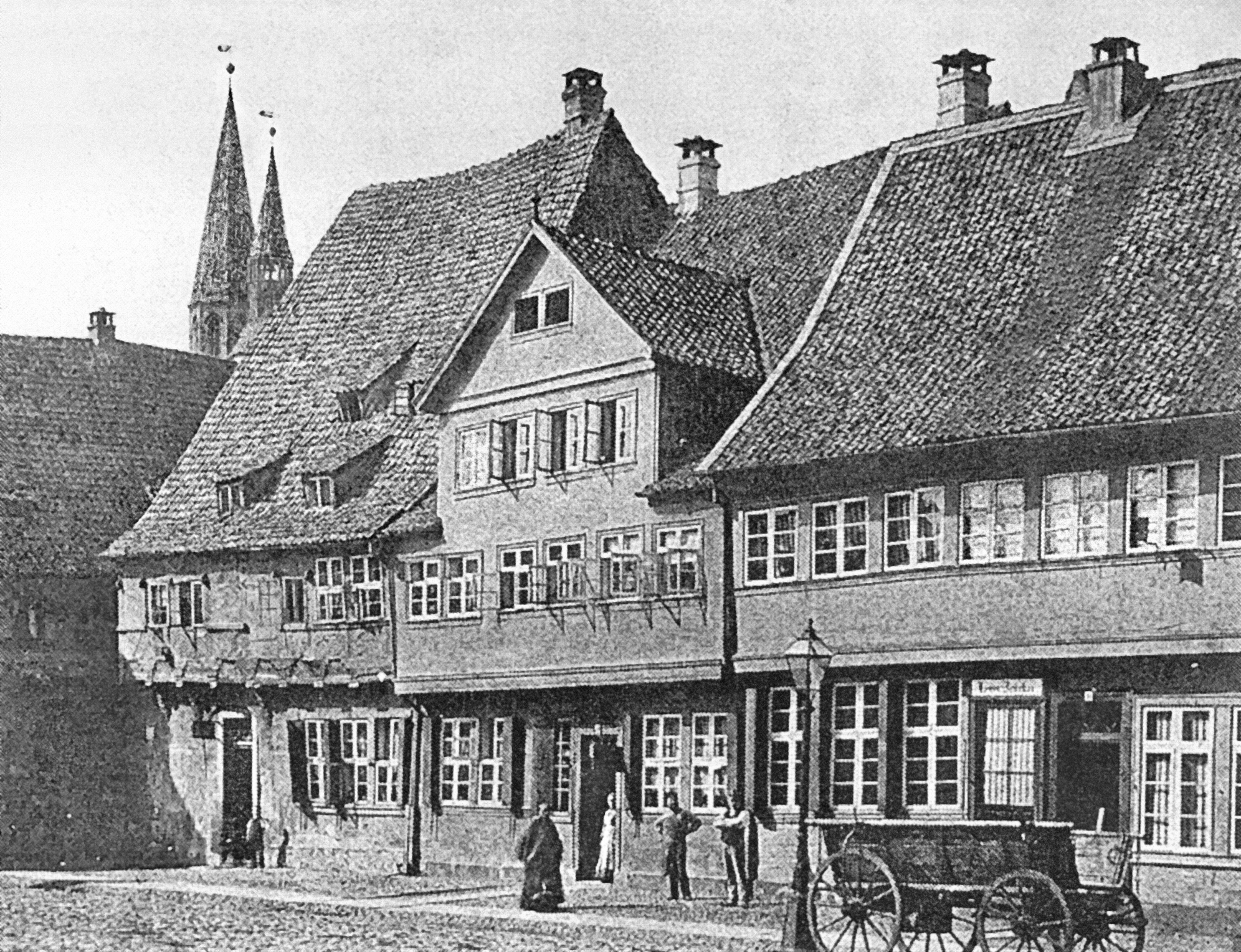
Foto um 1900: Gauß’ Geburtshaus in der Mitte. Die Türme der Katharinenkirche im Hintergrund.

Der Mathematiker, Astronom, Geodät und Physiker Carl Friedrich Gauß wurde am 30. April 1777 in einem kleinen Fachwerkhaus in der Wilhelmstraße 30 geboren. Seine Eltern waren der Gassenschlächter Gebhard Dietrich Gauß (1744–1808) und dessen aus Velpke stammende Ehefrau Dorothea, geb. Bentze (1743–1839). In diesem Haus verbrachte er seine ersten Lebensjahre, wobei er zwar in ärmlichen Verhältnissen aufwuchs, aber aufgrund seiner früh erkannten mathematischen Begabung die Gunst des braunschweigischen Herzogs Karl Wilhelm Ferdinand genoss, der ihn förderte. 1795 zog Gauß nach Göttingen, um an der Georg-August-Universität zu studieren.
Der Opernsänger am Hoftheater Braunschweig Georg Hieb, ein großer Verehrer Gauß’, mietete 1911 ein Zimmer in dessen Geburtshaus, um dort einige Erinnerungsstücke ausstellen zu können. Die Gegenstände stammten unter anderem von Gauß-Nachkommen aus den USA (Gauß’ Söhne Eugen und Wilhelm waren dorthin ausgewandert) sowie von seinem in Braunschweig verbliebenen einzigen Bruder.
Während des Ersten Weltkrieges wurde diese kleine Ausstellung in das „Vaterländische Museum“ ausgelagert, da das Zimmer in der Wilhelmstraße anderweitig benötigt wurde. Gegen Ende des Krieges konnte die Sammlung durch eine Zuwendung der Tochter des Göttinger Orientalisten Heinrich Ewald wesentlich erweitert werden. Ewald war in erster Ehe mit Gauß’ ältester Tochter Minna verheiratet gewesen.
Anlässlich Gauß’ 150. Geburtstag 1927 erwog man, die ausgelagerten Stücke wieder an ihren angestammten Platz zurückzubringen. Carl Joseph Gauß, ältester lebender Nachkomme Gauß’ in Deutschland und Direktor der Universitätsfrauenklinik in Würzburg, hatte Braunschweigs Oberbürgermeister Paul Trautmann zugesagt, wichtige Teile des Nachlasses seines Urgroßvaters unter der Bedingung zu überlassen, dass die Stadt das Geburtshaus in ihren Besitz überführe. Carl Joseph Gauß war der Sohn des einzigen deutschen Gauß-Enkels, des am 22. Januar 1927 in Hameln verstorbenen Carl Gauß, dessen Alleinerbe er war. Die Stadt erwarb schließlich das stark baufällige Haus im September 1927 und passte es den Erfordernissen an: Aufgrund akuter Wohnungsnot lebten viele Mietparteien darin, für die Ersatzwohnungen beschafft werden mussten, bevor sie ausziehen konnten. Anschließend wurde das Gebäude renoviert, unter anderem wurde eine Hausmeisterwohnung eingerichtet. Als Museumsräume dienten drei Räume im Erdgeschoss. Das Vorderzimmer rechts vom Eingang, das bereits Hieb für seine Sammlung genutzt hatte, wurde als Wohnstube einer kleinbürgerlichen Familie um 1800 eingerichtet. Es enthielt u. a. Möbel aus gaußschem Familienbesitz.
Das Hinterzimmer war das eigentliche Museum, in dem zahlreiche Urkunden und andere Dokumente in Schaukästen ausgestellt waren. Darunter Gauß’ Doktordiplom, das er am 16. Juli 1799 von der Universität Helmstedt erhalten hatte sowie das Diplom zu dessen 50. Jahrestag am 15. Juli 1849 vom Collegium Carolinum in Braunschweig. Des Weiteren enthielt die Sammlung Erstausgaben seiner Hauptwerke (z. B. der Disquisitiones Arithmeticae von 1801 und der 1809 erschienenen Theoria motus corporum coelestium in sectionibus conicis solem ambientium) sowie zahlreiche Mitgliedsdiplome von Akademien und wissenschaftlichen Gesellschaften, darunter der Russischen Akademie der Wissenschaften in St. Petersburg vom 31. Januar 1802 oder der American Philosophical Society in Philadelphia vom 21. Januar 1853. Auch der Ehrenbürgerbrief der Stadt Göttingen vom 14. Juli 1849 sowie einige private Korrespondenz befand sich darunter. Schließlich enthielt der Raum neben diversen wissenschaftlichen Instrumenten aus Gauß’ Besitz auch Fotografien mit Familienangehörigen und Personen aus seinem beruflichen Umfeld sowie Büsten von ihm – darunter die von Fritz Schaper geschaffene – und eine von Gauß’ Tochter Minna.
Das Gaußmuseum wurde am 30. April 1929, Gauß’ 152. Geburtstag, im Beisein Carl Joseph Gauß’, dessen Bruder Hauptmann William Gauß aus Hameln und deren Ehefrauen eröffnet. Leiter war der Historiker und Archivar Werner Spieß, der ab 1935 auch Leiter des Stadtarchivs und der Stadtbibliothek Braunschweig war.

## Zerstörung und Verbleib der Ausstellungsstücke

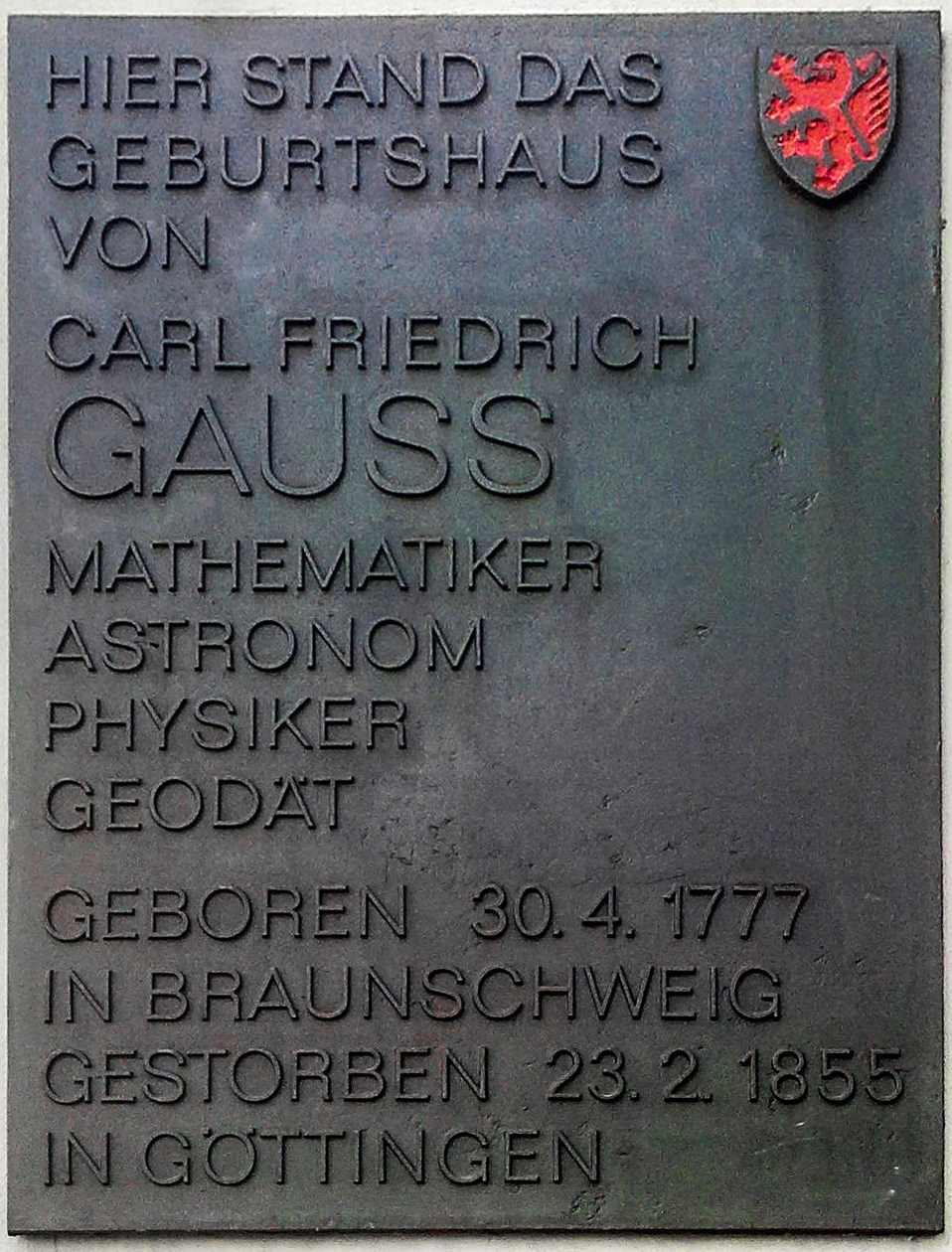
Gedenktafel am ehemaligen Standort des Hauses

In der Endphase des Zweiten Weltkrieges wurden die wichtigsten Ausstellungsstücke, insbesondere die Dokumente in Sicherheit gebracht. Das Fachwerkhaus Wilhelmstraße 30 ging wie auch der größte Teil der es umgebenden Bebauung im Feuersturm des Bombenangriffs vom 15. Oktober 1944 unter. Die geretteten Ausstellungsstücke befinden sich heute im Städtischen Museum (Möbel etc.) und im Stadtarchiv (Dokumente etc.). Es ist geplant, die Archivalien im Stadtarchiv in digitalisierter Form zur Verfügung zu stellen.
Den größten Teil von Gauß’ wissenschaftlichem Nachlass verwahrt die Niedersächsische Staats- und Universitätsbibliothek Göttingen.